# برومو الميثان
برومو ميثان والمعروف أيضاً باسم بروميد الميثيل، هو مركب عضوبروميني وصيغته CH3Br، هذا الغاز العديم الرائحة، والعديم اللون والغير قابل للإشتعال يتم إنتاجه صناعياً وحيوياً، ويمثل المصدر الأخير للإنتاج المصدر الأهم. شكله رباعي السطوح، ويعرف كمركب مستنفذ لطبقة الأوزون. كان يستخدم على نطاق واسع كمبيد للآفات حتى تم التخلص منه تدريجياً من قبل معظم البلدان، وذلك في أوائل القرن الواحد والعشرين.

## تواجده وتصنيعه
البرومو ميثان ينشأ من كل المصادر الطبيعية والبشرية، يقدر أن المحيطات والكائنات البحرية تنتجه بما يقارب 1-2 بليون كيلوغرام سنوياً. وأيضاً يتم إنتاجه بكميات صغيرة من قبل بعض النباتات البرية مثل بعض أعضاء نباتات العائلة الصليبية. يتم تصنيعها للاستخدام الزراعي والصناعي عن طريق تفاعل الميثانول مع بروميد الهيدروجين:
CH3OH + HBr → CH3Br + H2O

## الإستعمالات
في عام 1999 استُخدم مايقدر ب71،500 طن من بروميد الميثيل المصنع سنوياً في جميع انحاء العالم.97% منه يستخدم لأغراض التبخير وذلك للتعقيم والتخلص من الآفات. في حين يستخدم 3% لتصنيع منتجات أخرى. وعلاوة على ذلك 75% من الإستهلاك يحدث في الدول المتقدمة وعلى رأسها الولايات المتحدة (43%) وأوروبا (24٪).آسيا والشرق الأوسط 24٪ في حين أن أمريكا اللاتينية وأفريقيا لديها أدنى معدلات الاستهلاك بنسبة 9٪.
حتى تم تخفيض انتاجها واستخدامها من قبل بروتوكول مونتريال، تم استخدام برومو الميثان على نطاق واسع كمعقمات للتربة،بشكل أساسي لإنتاج البذور ولكن أيضا بالنسبة لبعض المحاصيل مثل الفراولة واللوز.
أستُخدم مرة في طفايات الحريق، وذلك قبل ظهور المركبات الهالونية الأقل سمية. كما انه غير موصل للكهرباء ولا يخلف بقايا. كان يستخدم في المقام الأول لمحطات الكهرباء الفرعية، والطائرات العسكرية.

## وضع الأنظمة لاستعماله
تحدث عملية تفكك ضوئي للبرومو ميثان بسهولة ويتسبب ذلك لإطلاق عنصر البرومين، ويعتبر البرومين أكثر تدميراً لأوزون طبقة الستراتوسفير من الكلور. ولهذا السبب فإن بروتوكول مونتريال لعام 1987 تطلب التخلص التدريجي منه بإعتباره مادة مستنفذة لطبقة الأوزون.
وقد تم التعديل من قبل لندن عام 1990 وتمت أضافة بروميد الميثيل إلى قائمة المواد المستنفدة للأوزون التي سيتم التخلص منها.

## البدائل
العديد من بدائل برومو الميثان هي حالياً قيد الاستخدام في المجال الزراعي حتى الآن، وتشمل أكسيد البروبيلين وفورفورال. 

## المخاطر الصحية
التعرض لتراكيز عالية من الغاز لفترة قصيرة أو استنشاق تراكيز منخفضة من الغاز لفترة طويلة يؤدي إلى مشاكل صحية هامة وقد يسبب التسمم بغاز برومو الميثان الوفاة. مستويات التعرض التي تؤدي إلى الموت تقع في المدى بين 1،600 إلى 60،000 جزء في المليون، وهذا يتوقف على مدة التعرض للغاز (مقارنة بغاز أول اكسيد الكربون الذي يؤدي التعرض له بتركيز  بين 70-400 جزء في المليون يغطي نفس النطاق من المرض / الموت).